# Ended
Ended är  ett svensk hårdrocksband från Alingsås.
Ended skapades ur bandet Slave Halo. Då bestod bandet av tvillingbröderna Lars Granat och Björn Granat samt David Källberg och Peter Janflod. 2014 släppte de debutalbumet About to fall under egen regi.
Inför det efterföljande albumet tillkom den nya sångaren Micky Bergqvist att ta över leadsången från Lars som ville koncentrera sig på gitarren och låtskrivandet. Uppföljaren Five Eyes (Album) släpptes 2017 genom det italienska bolaget Sliptrick Records vilket gav bandet fina recensioner över hela Europa. Bandets tredje album Into the Noting kommer släppas 24 februari på Melodic Passion Records 

## Medlemmar

### Nuvarande medlemmar
- Lars Granat - Gitarr (2014– ) Sång (2014–2017)
- Björn Granat - Elbas (2014– )
- Peter Janflod - Gitarr (2014– )
- David Källberg - Trummor (2014– )
- Micky Bergqvist - Sång (2017– )

## Diskografi

### Studioalbum
- About to Fall (2014)
- Five Eyes (Album) (2017)
- Into the Nothing (2023)

### Singlar
- "Provokers"  (2017)
- "Collateral (2023)